# Isotomodes
Genre
Isotomodes est un genre de collemboles de la famille des Isotomidae.

## Liste des espèces
Selon Checklist of the Collembola of the World (version du 30 août 2019) :
- Isotomodes alavensis Simón, Luciáñez, Ruiz & Martin, 1995
- Isotomodes alexius Palacios-Vargas & Kovác, 1995
- Isotomodes armatus Naglitsch, 1962
- Isotomodes bahiensis Rapoport, 1962
- Isotomodes bisetosus Cassagnau, 1959
- Isotomodes buchardi Thibaud, 2008
- Isotomodes cariocus Thibaud & Palacios-Vargas, 1999
- Isotomodes cassagnaui Izarra, 1969
- Isotomodes ccoccatirensis Winter, 1963
- Isotomodes cuzcoensis Winter, 1963
- Isotomodes dagamae Prabhoo, 1971
- Isotomodes denisi Folsom, 1932
- Isotomodes falsus Christiansen & Bellinger, 1980
- Isotomodes fernandesae Abrantes & de Mendonça, 2007
- Isotomodes fiscus Christiansen & Bellinger, 1980
- Isotomodes gamae Izarra, 1971
- Isotomodes gisini da Gama, 1963
- Isotomodes gredensis Lucianez & Simón, 1989
- Isotomodes ibanezi Simón & Lucianez, 1989
- Isotomodes klostermani Bernard, 1973
- Isotomodes korkorensis Arbea & Kahrarian, 2015
- Isotomodes maroccanus Stach, 1947
- Isotomodes martae Simón, Luciáñez, Ruiz & Martin, 1995
- Isotomodes productus (Axelson, 1906)
- Isotomodes pseudoproductus Stach, 1965
- Isotomodes quadrisetosus da Gama, 1963
- Isotomodes rafaeli Arbea, 2006
- Isotomodes rosae Arbea, 2006
- Isotomodes sexsetosus da Gama, 1963
- Isotomodes sotoensis Simón, Luciáñez, Ruiz & Martin, 1995
- Isotomodes subarmatus Jordana & Arbea, 1990
- Isotomodes templetoni Bagnall, 1939
- Isotomodes trisetosus Axelson, 1907
- Isotomodes tyrrhenicus Fanciulli, Dallai & Meneguz, 2015
- Isotomodes venezuelensis Rapoport & Maño, 1969
- Isotomodes xishaensis Chen, 1986

## Publication originale
- Axelson, 1907 : Die Apterygotenfauna Finnlands. I. Allgemeiner Teil. Acta Societatis Scientiarum Fennicae, vol. 34, p. 1–134 (texte intégral).